# جاك فليت
جاك فليت هو لاعب اللاكروس كندي، ولد في 19 نوفمبر 1871 في مانيتوبا في كندا، وتوفي في 13 ديسمبر 1932 في فانكوفر الغربية في كندا.

## وصلات خارجية
- جاك فليت على موقع أوليمبيديا (الإنجليزية)